# Norman R. Augustine
Norman Ralph Augustine, född 27 juli 1935, är en amerikansk ingenjör, företagsledare, statstjänsteman och professor.
Han avlade en kandidatexamen och master i flyg- och rymdteknik vid Princeton University. År 1958 började han arbeta för Douglas Aircraft och var bland annat programchef och chefsingenjör. År 1965 blev Augustine utsedd som assisterande undersekreterare för försvarsforskning och ingenjörsvetenskap vid kontoret för USA:s försvarsminister, som då leddes av Robert McNamara (R). Fem år senare fick han en anställning hos LTV Missiles and Space Company och var chef för deras avancerade program och marknadsföring. Redan 1973 återvände han till att vara statstjänsteman för USA:s federala statsmakt och var assisterande undersekreterare för USA:s armé, två år senare blev han undersekreterare och i senare skede tillförordnad amerikansk arméminister. År 1977 återvände han till näringslivet och fick hög chefstitel hos Martin Marietta Corporation. Tio år senare utsågs han till VD och året efter till styrelseordförande för Martin Marietta. Den 15 mars 1995 blev Martin Marietta fusionerad med Lockheed Corporation och blev Lockheed Martin Corporation. Augustine fick yrkestiteln president men ersatte Daniel M. Tellep som styrelseordförande och VD redan den 1 januari 1996. Den 1 augusti 1997 blev han ersatt som VD av Vance D. Coffman, för att arbeta som professor vid Princeton University men behöll en plats i koncernstyrelsen fram till 2005. I april 1998 tog Coffman även över ordförandeklubban från Augustine. År 1999 lämnade han professorjobbet vid Princeton University. Det året grundade han venturekapitalbolaget In-Q-Tel, på uppmaning av George Tenet som var då generaldirektör för det amerikanska underrättelsetjänsten Central Intelligence Agency (CIA).
Augustine har också varit involverad i bland annat Amerikanska Röda Korset (ordförande), National Academy of Engineering och Boy Scouts of America (ordförande). Han var även ledamot i koncernstyrelserna för Black & Decker, Conoco Phillips, Phillips Petroleum, Procter & Gamble och Riggs Bank.

## Privat
År 1962 gifte Augustine sig med svenskan Margareta "Meg" Engman, född 1937 i Stockholm och kom till USA när hon var 19 år gammal. De har två barn tillsammans.